# Copford
Copford – wieś w Anglii, w hrabstwie Essex, w dystrykcie Colchester. Leży 28 km na północny wschód od miasta Chelmsford i 77 km na północny wschód od Londynu. Miejscowość liczy 1007 mieszkańców.